# Старовойт Микола Васильович

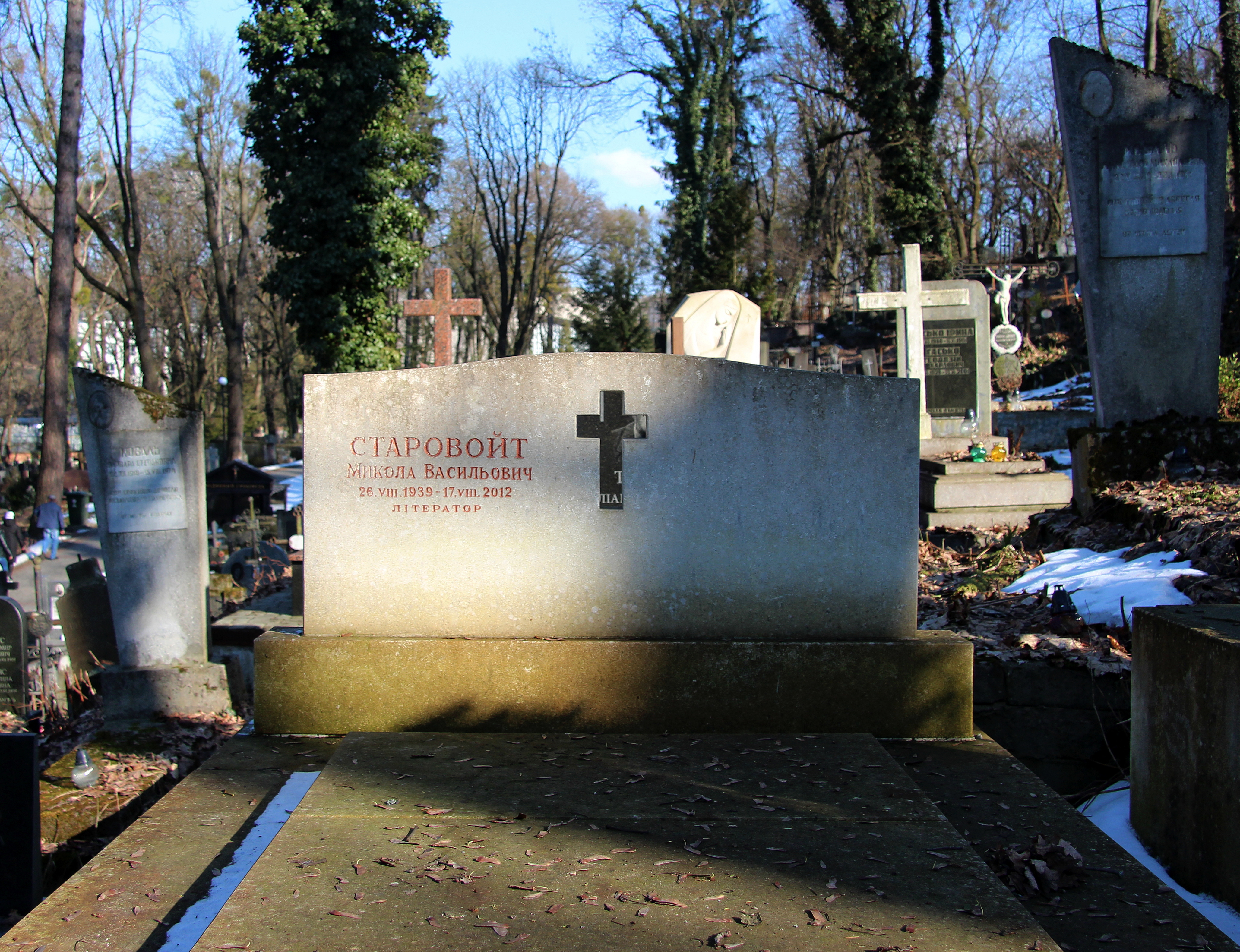

Старово́йт Мико́ла Васи́льович (нар. 26 серпня 1939 — пом. 17 серпня 2012) — український літературознавець, кандидат філологічних наук, професор, член Національної спілки письменників України.

## Життєпис
Народився 26 серпня 1939 року в с. Коренівка Овруцького району Житомирської області.
Закінчив філологічний факультет Львівського державного університету ім. І. Франка. 
Був кандидатом філологічних наук, доцентом, завідувач кафедри українознавства Української академії друкарства.
Микола Старовойт помер 17 серпня 2012 Похований на полі № 26 Личаківського цвинтаря.

## Творчий доробок
Автор низки книжок: 
- Стрілою слова
- Над книгами
- Лис Микита
- Vivat

## Нагороди та почесні звання
- Заслужений працівник освіти України[2].
- Відмінник освіти України.